# Conferința privind relațiile asiatice

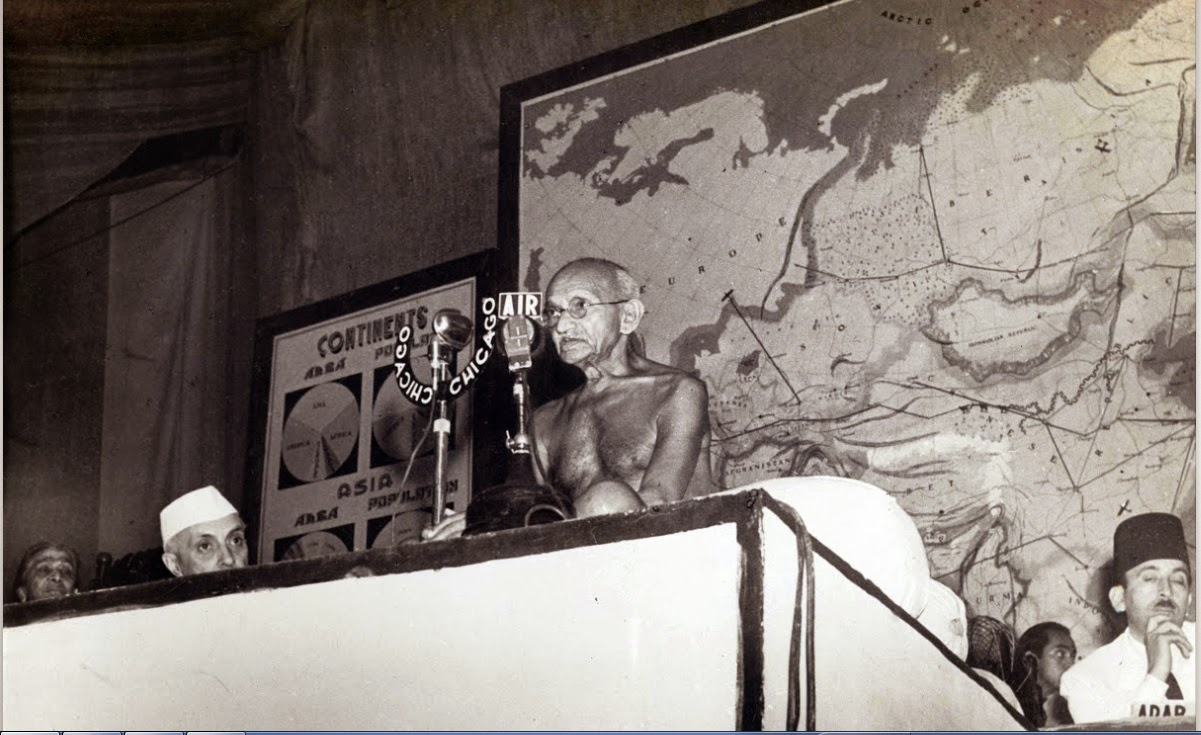
Gandhi la Conferința de relații asiatice din 1947

Conferința privind relațiile asiatice a avut loc la New Delhi în martie-aprilie 1947. A fost găzduită de prim-ministrul Jawaharlal Nehru, care a condus apoi un guvern provizoriu pentru independența Indiei, care a venit la 15 august 1947. Conferința privind relațiile asiatice a reunit mulți lideri ai mișcărilor de independență din Asia și au reprezentat o primă încercare de afirmare a unității asiatice. Obiectivele conferinței au fost „de a reuni principalii bărbați și femei din Asia pe o platformă comună pentru a studia problemele de interes comun pentru oamenii de pe continent, pentru a concentra atenția asupra problemelor sociale, economice și culturale ale diferitelor țări din Asia și pentru a încuraja contactul și înțelegerea reciprocă."
În scrierile și discursurile sale, Nehru a pus un mare accent pe modul în care India post-colonială își va reconstrui conexiunile cu Asia. La această conferință, Nehru a declarat: „... Asia se regăsește din nou ... una dintre consecințele notabile ale dominației europene a Asiei a fost izolarea țărilor din Asia una de cealaltă ... Astăzi această izolare se rupe din cauza multor motive, politice și altele ... Această conferință este semnificativă ca expresie a acelui îndemn mai profund al minții și spiritului Asiei care a persistat ... În această conferință și în această lucrare nu există lideri și nici adepți. Toate țările din Asia trebuie să se întâlnească într-o sarcină comună ... "